# Gagik I. Armenski
Gagik I. (armensko Գագիկ Ա, latinizirano: Gagik A) je bil kralj Bagratidske Armenije, ki je vladal med letoma 989 in 1020.  Med njegovim vladanjem je Bagratidska Armenija dosegla svoj vrhunec in doživljala obdobje neprekinjenega miru in blaginje.

## Vladanje
Datum Gagikovega rojstva ni znan. Na prestol je prišel leta 989 kot naslednik svojega brata Smbata II. Kot kralj je sledil svojim predhodnikom pri gradnji cerkva in verskih objektov v prestolnici Ani. Izkoristil je ugodne gospodarske razmere v kraljestvu in povečal vojsko na 100.000 vojakov. Nato je v Bagratidsko Armenijo vključil več armenskih provinc, vključno z Vajoc Dzorjem, Hačenom, Nahčivanom in mestom Dvin. Sklenil je zavezništva z Gurgenom Iberskim in Bagratom III. Gruzijskim. Njuni vojski sta leta 998 v vasi Cumb severovzhodno od jezera Van premagali Mamlana, emirja Velikega Horasana.  Pod Gagikom I. se je Armensko kraljestvo raztezalo od Šamkorja do Vagharšakerta in od reke Kure do Apahunika blizu Vanskega jezera. V Armeniji so se razvili  gospodarstvo, kultura in zunanja trgovina. Mesta Ani, Dvin in Kars so cvetela. Svojemu ozemlju je pridružil Vanadzor, večji del Arcaha (Hačen) in veliki  provinci Kogovit in Caghkotn. 
Po njegovi smrti je bil za kralja kronan njegov starejši sin Hovhannes-Smbat. Mlajši sin Ašot se je temu uprl in razglasil svojo neodvisnost v kraljestvu Lori-Dzoraget.

## Arheološke najdbe
Eden glavnih Gagikovih projektov je bila cerkev sv. Gregorja v Aniju, grajena v letih 1001–1010, ki je bila ohlapno zasnovana po vzoru na stolnico Zvartnoca. Med izkopavanji mestnih ruševin, ki jih je leta 1906 izvedel Nicholas Marr, so v fragmentih našli 2,26 metra visok kip kralja Gagika, ki drži model svoje cerkve. Gagik nosi turban in halat, kar kaže, da ga je priznal Abasidski kalifat. Kip je bil prvotno postavljen v niši visoko v severni fasadi cerkve. Ob koncu prve svetovne vojne je bil v negotovih okoliščinah izgubljen. Njegov videz beleži le nekaj fotografij. Ohranjen fragment kipa je zdaj v arheološkem muzeju v Erzurumu. Kako in kdaj je prišel tja, ni znano. Po besedah osebja muzeja so ga našli nekje v bližini Erzuruma, najditelj pa ga je v muzej pripeljal z avtomobilom.